# گریسی (اکلاهما)
گریسی(به انگلیسی: Greasy) شهری در ایالت اکلاهما کشور ایالات متحده آمریکا است که جمعیت آن در سرشماری سال ۲۰۱۰ میلادی، ۳۷۲ نفر بوده‌است.